# 関東勝
関東 勝（かんとう まさる、1912年〈大正元年〉11月12日 -2001年〈平成13年〉1月12日 ）は、日本の実業家。北海道紋別郡佐呂間町にて地域輸送業を営み、有限会社佐呂間トラックの代表として長年にわたり同地域の交通インフラの維持と発展に寄与した。1984年（昭和59年）には、その功績が認められ黄綬褒章を受章した。

## 経歴
関東勝は、北海道紋別郡佐呂間町出身。戦後の混乱期から地域の物流を支えるべく、自身で運送業を開始。のちに有限会社佐呂間トラックを設立し、北海道オホーツク地域における生活物資の安定供給に大きく貢献した。過疎地域における交通・物流の課題に正面から取り組み、住民の生活を支える存在として長年信頼を集めていた。

## 表彰
1984年（昭和59年）11月2日、関東勝は政府より黄綬褒章を受章した。この年の秋の褒章では、全国で769名が選ばれ、うち産業界からは427名が表彰対象となった。その中でも、職業において永年にわたり精励し、他の模範となる人物に贈られる黄綬褒章は247名に授与されている。
当時の報道（『日経産業新聞』1984年11月2日付）によると、同年の受章者には、ゼネラルモーターズ（GM）との提携による国際的な戦略展開で注目された豊田章一郎（トヨタ自動車社長）や、製紙業界の再編および貿易摩擦の解消に尽力した河毛二郎（王子製紙社長）といった大手企業の経営者らが含まれていた。
その一方で、地方において地道に社会貢献を続けた人物も高く評価されており、関東勝は「北海道の地域輸送に尽くした」功績により黄綬褒章を授与された。彼の事業は、過疎地域における物流網の維持と生活物資の安定供給に大きく寄与し、地域社会に不可欠な役割を果たしたとされている。

## 人物
誠実で堅実な仕事ぶりに定評があり、社員や地元住民からの信頼は厚かった。仕事に対して非常に厳しく、時間厳守と安全運転を徹底する姿勢は若手社員の手本とされた。また、地域行事や学校行事にも積極的に協力し、輸送ボランティアとしての役割も担っていた。